# Giżyn (powiat myśliborski)
Giżyn (niem. Giesenbrügge) – wieś w Polsce położona w województwie zachodniopomorskim, w powiecie myśliborskim, w gminie Nowogródek Pomorski.
W 2002 r. wieś miała 417 mieszkańców.
W latach 1975–1998 miejscowość należała administracyjnie do województwa gorzowskiego.

## Zabytki
- neogotycki zbór protestancki z szeroką wieżą z ok. 1890 r., od 1945 r. magazyn.
- na terenie cmentarza okazała kaplica grobowa rodu von Borcke z I poł. XIX w., gdzie pochowany jest Heros von Borcke uczestnik wojny secesyjnej.
- pałac z XVIII w., który do lat 70. służył jako szkoła (rozebrany), pozostał zadbany park podworski z potężnymi lipami[4]

## Ludzie związani z Giżynem
- Heros von Borcke rotmistrz pruskiej kawalerii i podpułkownik Armii Stanów Skonfederowanych